# Ultrakill
Ultrakill è un videogioco a piattaforme sparatutto in prima persona sviluppato da Arsi "Hakita" Patala e pubblicato da New Blood Interactive. È stato pubblicato tramite accesso anticipato su Steam per Microsoft Windows il 3 settembre 2020. Il gioco utilizza una grafica in stile retrò, ispirata ai videogiochi delle prime console Playstation, e capacità di movimento simili a quelle degli sparatutto in prima persona degli anni '90 come Quake e Doom.

## Trama
In un futuro remoto, l’umanità è andata incontro all’estinzione per cause sconosciute, dopo un periodo di guerre durato secoli noto come la Guerra Finale, seguito da una fase più breve denominata Nuova Pace. La Guerra Finale portò alla creazione di macchine alimentate dal sangue, utilizzate prevalentemente come soldati, e innescò una corsa agli armamenti. 
Una catastrofe climatica provocata dal conflitto oscurò il Sole, ponendo fine alla guerra. Durante la Nuova Pace, gli esseri umani scoprirono l’esistenza dell’Inferno e iniziarono spedizioni verso di esso, fino alla loro definitiva estinzione.
Prima degli eventi del gioco, Dio era scomparso, lasciando il Paradiso senza un sovrano. A causa dell’esaurimento delle fonti di sangue sulla Terra, diverse macchine alimentate a sangue sono discese all'Inferno in cerca di nuovo sangue. Tra queste c'è il personaggio giocante, un prototipo noto come V1. Nel corso del suo viaggio, V1 affronta husks (manifestazioni fisiche di anime dannate), demoni, angeli e macchine rivali mentre si inoltra nei vari strati dell’Inferno.
Nello strato del Limbo, V1 si scontra con V2, un altro prototipo della serie V costruito con corazze più resistenti anziché basato sull’assorbimento di sangue per funzionare durante la Nuova Pace, ma V2 riesce a fuggire. Dopo aver sconfitto l'husk del re Minosse nello strato della Lussuria, il primo atto culmina in un duello contro l’arcangelo Gabriele nello strato della Gola, da poco nominato Giudice dell’Inferno. Sconfitto da V1, l’assemblea celeste, che ha assunto il governo del Paradiso in assenza di Dio, dichiara Gabriele un traditore, lo priva della luce sacra e gli concede soltanto 24 ore di vita per eliminare V1.
V1 prosegue la discesa all’Inferno, affrontando nuovamente V2 nello strato dell’Avarizia in una rivincita che si conclude con la morte di quest’ultimo, e uccidendo il Leviatano nello strato dell’Ira. Al termine del secondo atto, Gabriele fa ritorno nello strato dell’Eresia, furioso per la sconfitta precedente. Viene nuovamente sconfitto, ma prova sollievo anziché rabbia, poiché V1 è il primo avversario a offrirgli una vera sfida. 
Dopo lo scontro, riflette sulle sue sconfitte e comprende che l’assemblea celeste, rimasta senza guida in assenza di Dio, lo ha sfruttato per i propri scopi. Gabriele giura di agire secondo la propria volontà, provvede all’esecuzione dei membri dell’assemblea celeste e mostra ai cittadini del Paradiso una delle loro teste mozzate.
V1 prosegue il massacro e si spinge nello strato della Violenza, dove sconfigge il Minotauro e l’Earthmover 1000‑THR, un enorme macchina da guerra impiegata nelle ultime fasi della Guerra Finale, responsabile della successiva catastrofe climatica.

## Modalità di gioco

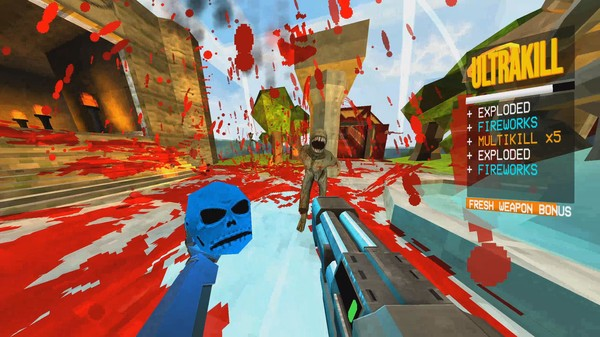
L'indicatore di stile (a destra) misura con quanto stile il giocatore sconfigge i nemici. Alcuni "bonus di stile" possono essere assegnati per azioni specifiche, come il deviare (parry).

Ultrakill è uno sparatutto in prima persona dal ritmo frenetico, con particolare attenzione al movimento e alle tecniche con stile. Il giocatore deve farsi strada attraverso un’interpretazione dei nove strati dell’Inferno dantesco, articolata in tre atti, ciascuno composto da tre strati suddivisi in più livelli. Alla data di febbraio 2025 sono stati pubblicati per intero solo il primo e il secondo atto, mentre risulta disponibile soltanto il primo strato del terzo atto.
Il giocatore affronta i nemici utilizzando un arsenale di armi, che offrono una modalità di fuoco principale e secondario, oltre a diverse braccia robotiche. Questi elementi interagiscono in modo unico tra loro, ispirandosi agli attacchi combinati di titoli come Devil May Cry. Molte delle tecniche avanzate nel gioco derivano proprio dalla combinazione dei vari componenti dell’arsenale del giocatore.
Per incentivare uno stile di gioco aggressivo, il giocatore può rigenerarsi assorbendo il sangue dei nemici, attraverso il combattimento ravvicinato o deviando (parry) gli attacchi avversari. La performance del giocatore è valutata da un “indicatore di stile”, simile a quello di titoli come Devil May Cry. L’indicatore premia l’esecuzione di mosse complesse e spettacolari, favorisce le acrobazie aeree e il rapido cambio d’arma.
Alla fine di ogni livello, il giocatore guadagnerà un grado in lettere da D a S nelle categorie tempo, nemici uccisi e punti stile totali, che vengono calcolati in media per dare un grado di livello complessivo. Il completamento di un livello senza morire o ricaricare a un checkpoint e con un grado S in tutte e 3 le categorie assegnerà al giocatore un grado P. Questo è il grado più alto possibile che può essere raggiunto.

Schermata di valutazione di fine livello in Ultrakill, che assegna un punteggio al giocatore in base a parametri come tempo di completamento, stile e numero di uccisioni.

Ogni livello di Ultrakill contiene collezionabili nascosti sotto forma di "Sfere dell'Anima" e include una sfida. Completare la sfida, trovare tutte le sfere dell'anima e ottenere un grado P ricompenserà il giocatore facendo apparire il livello color oro nel menu di selezione del livello. Al completamento completo di un intero livello o atto, anche il loro schermo e la loro icona diventeranno dorati.
Ultrakill ha anche livelli segreti. Questi livelli possono essere trovati su determinati livelli attraverso porte segrete. Questi livelli si discostano dal tradizionale gameplay di Ultrakill e optano per altri videogiochi e generi di videogiochi, tra cui giochi horror, giochi di puzzle, simulatori di appuntamenti, Crash Bandicoot e pesca.
Ottenere un grado P a ogni livello all'interno di un atto e individuare un'entrata segreta consentirà al giocatore di entrare nel "Prime Sanctum" dell'atto, con il prossimo Prime Sanctum sequenziale che necessita che il precedente venga finito in anticipo. Ogni Prime Sanctum contiene un'Anima Prime (di solito un re greco), un'anima la cui pura forza di volontà e grandezza ha dato loro una forma fisica che non richiede un husk per manifestarsi. 
Queste Anime Prime sono contenute in una specie di prigione vivente creata dagli angeli per imprigionare queste anime. Non è necessario ottenere un grado P in un Prime Sanctum per passare a quello successivo. I Prime Sanctum contengono uno o più boss che rappresentano un drastico aumento di difficoltà rispetto agli altri livelli all'interno dell'atto, con il secondo Prime Sanctum che contiene anche un'ondata di nemici prima dei boss.
Ultrakill presenta anche una modalità infinita chiamata "Cyber Grind", in cui il giocatore combatte ondate casuali di nemici su un'arena galleggiante che si trasforma dopo ogni ondata. Questa modalità assegna al giocatore punti al completamento, che possono essere utilizzati per acquistare potenziamenti per armi e colori personalizzati presso i terminali gialli. 
I modelli, le trame, lo skybox e la musica dell'arena del Cyber Grind possono essere modificati dal giocatore. Dopo aver eliminato un determinato numero di ondate, i giocatori possono impostare il Cyber Grind in modo che inizi a un'ondata designata invece di ricominciare dall'inizio (ad esempio, l'eliminazione dell'ondata 20 consente al giocatore di iniziare dall'ondata 10).

## Sviluppo
Arsi Patala, noto con lo pseudonimo di Hakita, ha iniziato lo sviluppo nel febbraio 2018. Una prima demo di Ultrakill è stata pubblica nell’agosto 2019, e il gioco è stato acquisito da New Blood Interactive nel maggio 2020. È stato quindi pubblicato in accesso anticipato nel settembre dello stesso anno.
Il 24 febbraio 2025, il gioco ha ricevuto un ampio rinnovo con l’aggiornamento “ULTRA_REVAMP”, che introduce nuovi asset grafici per la maggior parte degli strati, miglioramenti tecnici, nuovi livelli “Encore” con temi differenti per ciascuno (ad esempio l’ambientazione industriale del Preludio, ora ghiacciata) e musiche dei King Gizzard & the Lizard Wizard. 
Gli aggiornamenti tecnici sono stati effettuati in vista dello sviluppo dello strato della Frode, poiché gli sviluppatori hanno dichiarato in un post sul blog di Steam che "gran parte del codice di ULTRAKILL era molto disordinato, in particolare i comportamenti dei nemici, tanto che ciò avrebbe reso più difficile non solo a noi (e ai modder) lavorare al gioco in futuro, ma persino realizzare alcune delle novità previste per il Layer 8".

## Accoglienza
A partire dal 24 aprile 2023, Ultrakill ha ricevuto 58,643 recensioni su Steam, con un punteggio del 98%, rendendolo il dodicesimo gioco più votato di Steam. Il gioco è stato elogiato per le sue meccaniche di movimento e autenticità verso i primi arena shooter e sparatutto in prima persona. Christopher Livingston di PC Gamer ha descritto Ultrakill più veloce e "addirittura più metal di Doom Eternal" e ha elogiato il gioco per la sua verticalità.
L'8 dicembre 2022, Ultrakill ha aggiunto il supporto ufficiale per i sex toy. Il suo sviluppatore ha pubblicato una mod ufficiale chiamata "UKbutt", aggiungendo il supporto per un plugin chiamato buttplug.io. La mod è stata creata dal programmatore di Ultrakill PITR e dal capo di buttplug.io Kyle "qDot" Machulis. Il CEO di New Blood Interactive, Dave Oshry, ha osservato che "in nessun momento, quando inizialmente abbiamo testato o discusso il gioco con Hakita o chiunque a New Blood Interactive, qualcuno di noi ha detto 'vorranno fare sesso'". 
L'aggiornamento, soprannominato "Sex Update ", è stato accolto con una nuova ondata di recensioni positive. È stato chiamato così perché la maggior parte delle recensioni negative che si lamentava scherzosamente del fatto che non ci fosse sesso all'interno del gioco.